# Transportcenter
Et transportcenter er en samling af virksomheder, der tilbyder servicefaciliteter relateret til transport, logistik og godstransport og er placeret inden for et afgrænset areal.

## Faciliteter
I et transportcenter kan der være
- fragtcentraler
- overnatningsmuligheder
- autoværksteder
- tankstationer
- spisesteder
- lagerlokaler

Transportcenternes placering tæt på trafikknudepunkter gør dem velegnede at tilbyde andre ydelser, som ikke er relateret til transport, som f.eks. lokaler til kurser og konferencer.

## Transportcentre i Danmark
Der findes efterhånden en del transportcentre i Danmark. De er organiseret i brancheforeningen Foreningen af Danske Transportcentre (FDT).
Danmarks første transportcenter var Danmarks Transport Center (DTC) ved Vejle, som nu hedder GateWay E45. Det blev bygget i 1987. Senere er Nordjysk Transportcenter (NTC) ved Aalborg, Taulov Transport Center (TTC), Høje-Tåstrup Transportcenter (HTT), Herning-Ikast Transportcenter (HITC), Transportcenter Stop 39 (TCS) ved Slagelse, Skandinavisk Transport Center (STC) ved Køge og Hirtshals Transport Center (HTC) kommet til.
Logistikparken Århus er det nyeste større transportcenter og bliver Danmarks største. Transportcenteret ligger vest for Århus ved Motorvejskryds Århus Vest. I Odense arbejdes der med planer om at etablere Odense Transport Center ved Tietgenbyen.
De fleste af de danske transportcentre ligger ved tæt på motorvejen, og flere ligger ikke langt store havne (Århus, Hirtshals og Køge). Derimod er der ingen, der har placering nær jernbanen. I 2007 blev der dog etableret et længere sidespor fra Skandinavisk Transportcenter Køge (STC) til Lille Skensved Station, og med nybygningsløsningen (udvidelse af kapaciteten på jernbanen mellem København og Ringsted), er Skandinavisk Transport Center tæt på en ny station ("Køge Nord"). 